# Re Umberto (nave da battaglia)
La Re Umberto è stata una nave da battaglia pre-dreadnought della Regia Marina italiana dell'omonima classe. Come per le altre unità della classe, il lungo periodo di costruzione l'ha resa superata al momento dell'entrata in servizio. La nave, della quale inizialmente erano state finanziate solo due unità, andò a risentire dei lunghissimi tempi di allestimento, dieci anni, che la fecero entrare in servizio parzialmente obsoleta.

## Costruzione
L'armamento principale, che aveva largo campo di tiro, era costituito da quattro cannoni da 343/30 in due impianti montati in barbetta e situati a circa 10 metri dal galleggiamento e sparava proiettili da 567 kg in grado di perforare 870 mm di ferro dolce. Una caratteristica condivisa con la classe erano i fumaioli anteriori affiancati, invece che uno dietro l'altro.

## Servizio
La sua costruzione avvenne presso il Regio cantiere navale di Castellammare di Stabia dove il suo scafo venne impostato il 10 luglio 1884. La nave varata il 17 ottobre 1888 ha completato il suo allestimento il 16 febbraio 1893.

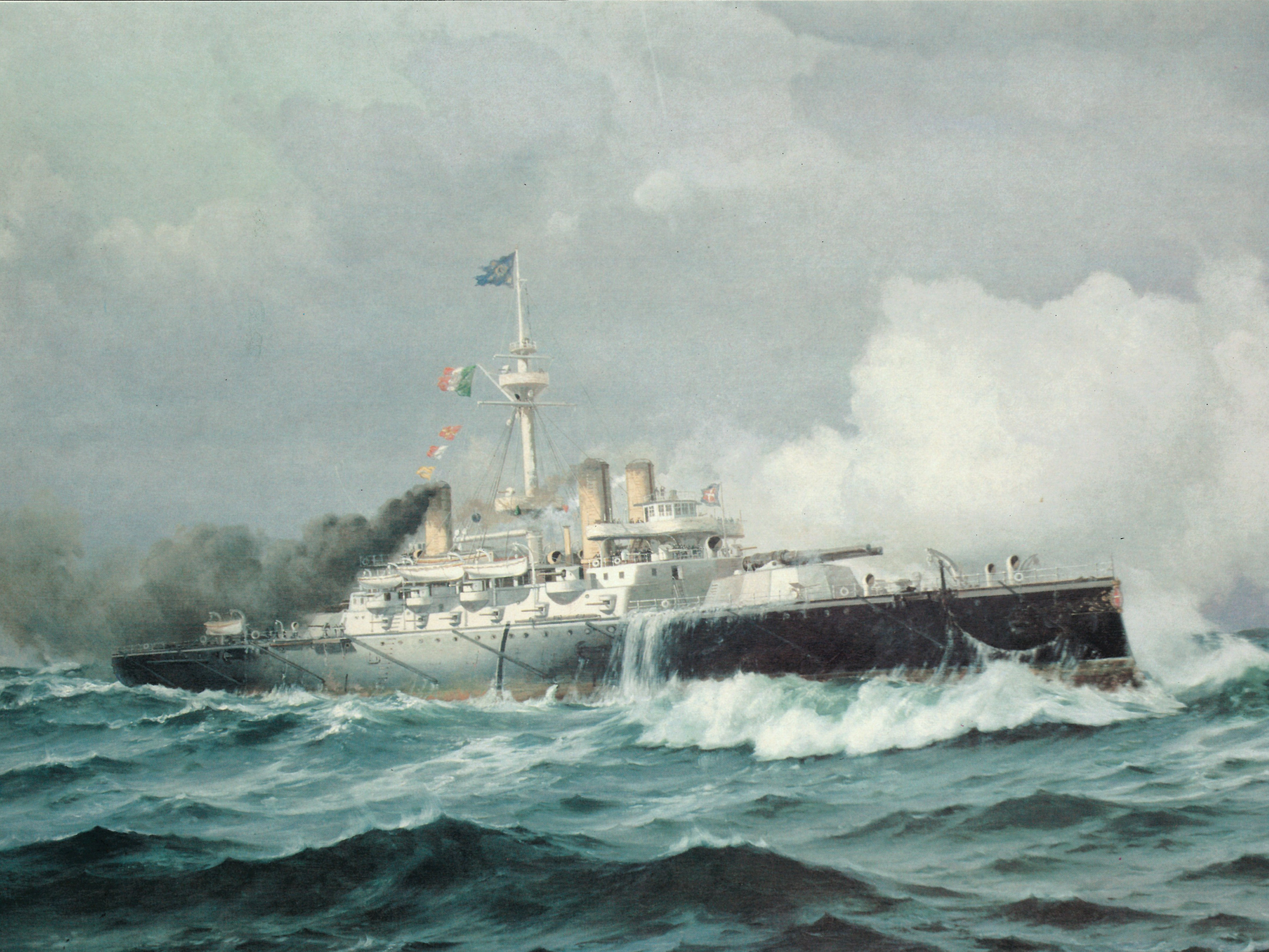
La corazzata Re Umberto in un olio su tela pittorica

Il 15 febbraio 1897, la nave, con l'insegna sulla gemella Sicilia del viceammiraglio Felice Napoleone Canevaro al comando della 1ª Divisione della 1ª Squadra, che includeva anche l'altra gemella della classe Sardegna, l'incrociatore protetto Vesuvio e l'incrociatore torpediniere Euridice, giunse a Creta, durante un periodo di tensione tra la Grecia e l'Impero ottomano in seguito alla rivolta scoppiata nell'isola, che culminò nella guerra greco-turca. Nell'ottobre 1911 la nave, all'epoca inquadrata nella Divisione Navi Scuola, prese parte alla guerra italo-turca insieme alla gemelle della classe Re Umberto, Sardegna e Sicilia, nave insegna del contrammiraglio Raffaele Borea Ricci D'Olmo, appoggiando le operazioni di sbarco a Tripoli. Nel dicembre 1911, le tre navi furono sostituite dalle vecchie corazzate Italia e Lepanto. Le navi della classe Re Umberto fecero ritorno nelle acque della Libia nel maggio del 1912 prendendo parte a tutto il ciclo di operazioni lungo le coste libiche fino alla resa degli ottomani nell'ottobre 1912.

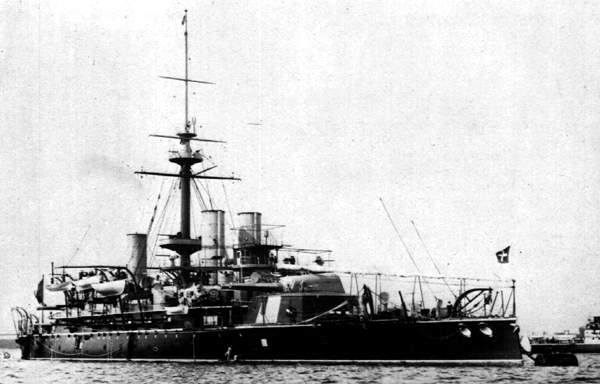
La corazzata Re Umberto alla fonda

Alla fine del 1912 la nave venne ritirata dal servizio e utilizzata a Genova come nave deposito e il 10 maggio 1914 posta in disarmo, per essere poi dislocata, dopo l'entrata in guerra dell'Italia nel primo conflitto mondiale a La Spezia nel giugno 1915 ed essere utilizzata come nave deposito e nave caserma per la nuova corazzata Andrea Doria che stava completando il suo allestimento.
Allo scoppio del conflitto inizialmente l'Italia, che faceva parte della triplice alleanza, aveva dichiarato la sua neutralità, per poi entrare in guerra nel maggio 1915 a fianco dell'Intesa, contro gli Imperi centrali. Il 9 dicembre 1915 la nave fece il suo rientro in servizio ed utilizzata come batteria galleggiante prima a Brindisi e in seguito a Valona in Albania.
Nel 1918, in previsione di un assalto alla principale base navale austro-ungarica di Pola, parte dell'armamento venne sostituito e vennero imbarcati otto cannoni scudati da 75 mm e mortai da trincea, ma l'azione non avvenne a causa della fine della guerra. Al termine del conflitto la nave venne radiata nel 1923 e successivamente demolita.